# Blygrå frötangara
Blygrå frötangara (Sporophila plumbea) är en fågel i familjen tangaror inom ordningen tättingar.

## Utseende
Blygrå frötangara är en liten finkliknande fågel med kort och knubbig näbb. Hanen är mestadels grå med vit haka och vitt mitt på buken, med vita fläckar på vingarna. Honan är olivbrun ovan utan den vita vingfläcken, medan undersidan är beige.

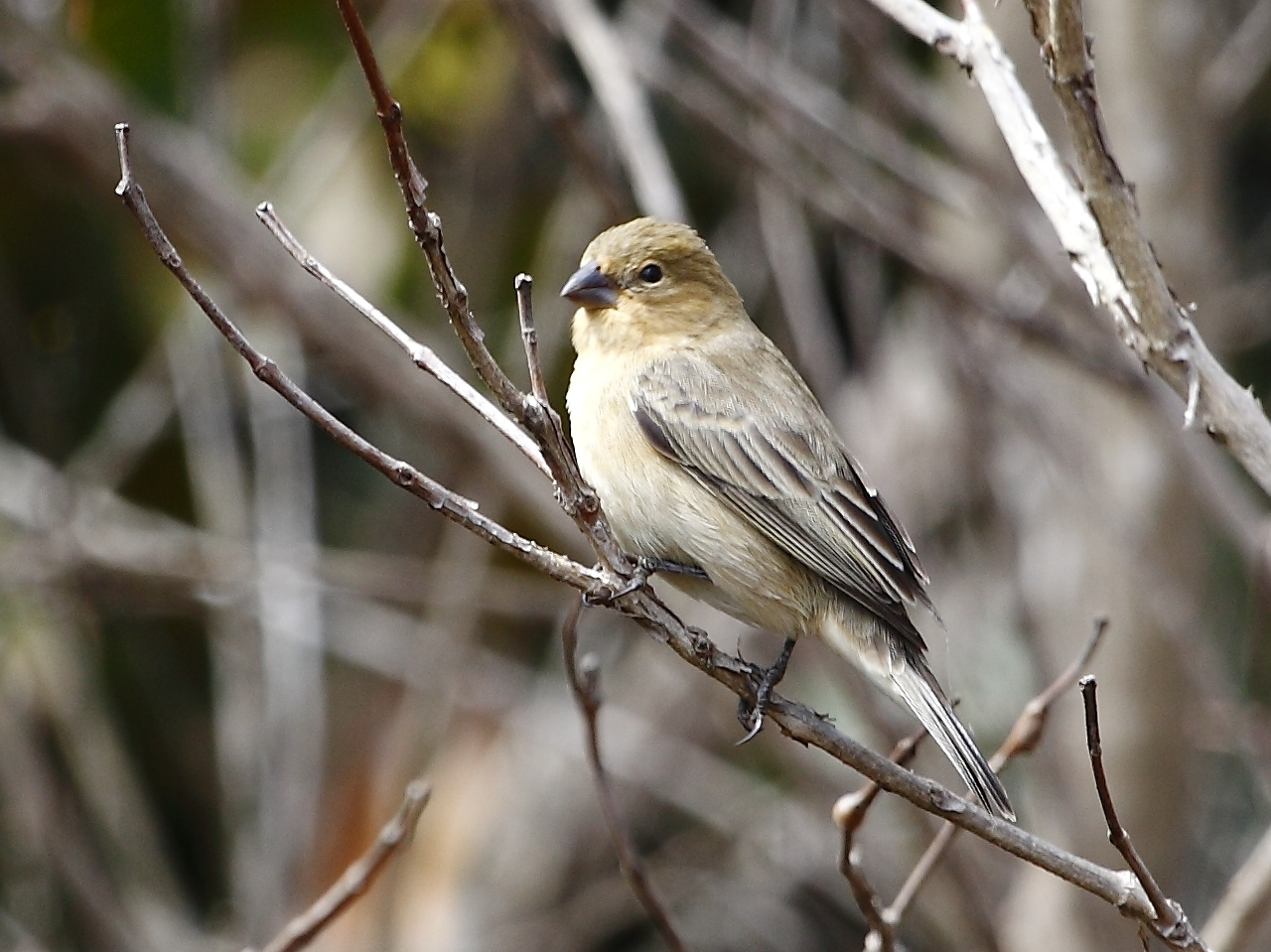
Hona.

## Utbredning och systematik
Blygrå frötangara delas in i tre underarter med följande utbredning:
- Sporophila plumbea colombiana – norra Colombia (bergsområdena i Santa Marta och den lägre delen av dalen kring floden Magdalena)
- Sporophila plumbea whiteleyana – llanos från östra Colombia till södra Venezuela, Guyana och norra Brasilien
- Sporophila plumbea plumbea – sydöstra Peru till norra Bolivia, östra Paraguay, södra Brasilien och nordöstra Argentina

### Familjetillhörighet
Liksom andra finkliknande tangaror placerades denna art tidigare i familjen Emberizidae. Genetiska studier visar dock att den är en del av tangarorna.

## Levnadssätt
Blygrå frötangara hittas i högvuxna gräsmarker, ofta nära vatten. Den ses ofta i flockar tillsammans med andra frötangaror.

## Status
Arten har ett stort utbredningsområde och beståndet anses stabilt. Internationella naturvårdsunionen IUCN listar den därför som livskraftig (LC).